# Ceftriakson
Ceftriaksón je antibiotik iz skupine cefalosporinov, ki se daje parenteralno. Uporablja se za zdravljenje številnih bakterijskih okužb, med drugim okužb sklepov in kosti, endokarditisa, meningitisa, pljučnice, vnetja srednjega ušesa, okužb sečil, kože in v trebušni votlini, gonoreje in medenične vnetne bolezni. Uporablja se tudi pred kirurškim posegom ali po ugrizu za preprečevanje okužb. Daje se intravensko (z injiciranjem v žilo dovodnico) ali intramuskularno (z injiciranjem v mišico).
Pogosta neželena učinka sta preobčutljivostna reakcija ter bolečina na mestu injiciranja. Pojavijo se lahko tudi driska, povzročena s Clostridium difficile, hemolitična anemija, bolezni žolčnika ter krči. Ne priporoča se uporaba pri bolnikih, ki so v preteklosti doživeli anafilaksijo zaradi aplikacije penicilina, lahko se pa uporabi pri bolnikih, ki so imeli blažjo preobčuljivost. Intravensko se ne sme dajati sočasno z intravensko apliciranim kalcijem. Podatki nakazujejo, da je njegova uporaba pri nosečnicah in doječih materah relativno varna. Njegov mehanizem delovanja temelji na preprečevanju izgradnje bakterijske celične stene.
Patentirali so ga leta 1978, dovoljenje za promet z zdravilom pa so mu dodelili leta 1982. Uvrščen je na seznam osnovnih zdravil Svetovne zdravstvene organizacije, torej med najpomembnejša učinkovita in varna zdravila, potrebna za normalno zagotavljanje zdravstvene oskrbe.